# Satguru Sivaya Subramuniyaswami
Satguru Sivaya Subramuniyaswami (5 janvier 1927-12 novembre 2001), appelé Gurudeva par ses disciples, et Robert Hansen par l'état-civil, était un auteur américain et guru hindouiste shivaïte.

## Biographie
Né à Oakland en Californie, il a créé un ashram hindou à Kauai en Hawaii et fondé le magazine Hinduism Today (littéralement « L’Hindouisme aujourd’hui »). Gurudeva est l’auteur de livres sur l’hindouisme et la métaphysique.

## Livres
Gurudeva a écrit plusieurs livres sur l’hindouisme, le shivaïsme, le yoga et la méditation. Le plus gros de son travail, le Master Course est un ouvrage complet sur tous les aspects de l’hindouisme shivaïte, formant une trilogie de plus de 3000 pages (Merging with Siva, Dancing with Siva, Living with Siva).